# In viaggio con Barbero
In viaggio con Barbero è un programma televisivo di approfondimento e cultura, in onda su LA7 dall'11 settembre 2023.

## Il programma
Il programma è diviso in due parti: nella prima un giornalista accompagna il professor Alessandro Barbero mentre si reca ad una delle sue conferenze. Durante il viaggio, il professore viene intervistato e discute alcuni temi che verranno esposti durante l'evento serale. Nella seconda parte viene mostrata l'intera conferenza.

## Puntate[2]
| Data              | Tema                       |
| ----------------- | -------------------------- |
| 11 settembre 2023 | Democrazia e dittatura     |
| 1 maggio 2024     | Lavoro e schiavitù         |
| 12 giugno 2024    | Il caso Matteotti          |
| 13 gennaio 2025   | Francesco un Santo scomodo |

## Ascolti
| Data              | Tema                       | Telespettatori | Share | Fonte |
| ----------------- | -------------------------- | -------------- | ----- | ----- |
| 11 settembre 2023 | Democrazia e dittatura     | 977 000        | 5,5%  | [ 3 ] |
| 1 maggio 2024     | Lavoro e schiavitù         | 964 000        | 5,3%  | [ 4 ] |
| 12 giugno 2024    | Il caso Matteotti          | 1 142 000      | 6,5%  | [ 5 ] |
| 13 gennaio 2025   | Francesco un Santo scomodo | 1 101 000      | 5,4%  | [ 6 ] |